# Heinrich Bohnens

Heinrich Bohnens

Heinrich Tibuas Bohnens (* 14. Januar 1891 in Hopels; † 15. November 1952 in Bielefeld) war ein deutscher Schuhmacher und Politiker (NSDAP).

## Leben und Wirken
Nach dem Besuch der Volksschule erlernte Bohnens das Schuhmacherhandwerk. Nach der Ablegung der Gesellenprüfung ging er drei Jahre auf Wanderschaft. Ab 1912 besuchte er die private kaufmännische Schule in Bielefeld. Ab 1913 war er als Lehrling in einer Großwarenhandlung tätig. Im Oktober des Jahres 1913 legte er auch die Meisterprüfung ab. In den Jahren 1914 bis 1917 war Bohnens in der Landwirtschaft seines Vaters tätig. Von 1917 bis zum November 1918 nahm Bohnens als Pionier beim Pionier-Ersatzbataillon 36 Munsterlager am Ersten Weltkrieg teil. 1919 ließ er sich als selbständiger Schuhmachermeister in Friedeburg nieder.
Seit 1923 betätigte Bohnens sich in der völkischen Bewegung. Zum 1. Juni 1928 trat er in die NSDAP ein (Mitgliedsnummer 92.116), in der er zunächst den Posten eines Ortsgruppenleiters übernahm. Von November 1929 bis zum Mai 1934 bekleidete Bohnens das Amt des Gemeindevorstehers in Friedeburg.
Bei der Reichstagswahl vom Juli 1932 wurde Bohnens in den Reichstag gewählt, dem er als Vertreter des Wahlkreises 14 (Weser-Ems) angehörte. Nach einer achtmonatigen Absenz vom Reichstag von März bis November 1933 konnte Bohnens in den nunmehr nationalsozialistischen Reichstag zurückkehren, dem er nun ohne Unterbrechung bis zum Ende der NS-Herrschaft im Mai 1945 angehörte. Seit dem März 1933 war er zudem Mitglied des Preußischen Landtages.
Vom 18. Februar 1933 bis zum 3. November 1935 leitete Bohnens den Kreis Wittmund, ab dem 18. November 1934 zusätzlich den Kreis Aurich. Ferner amtierte er seit dem 5. Februar 1934 als Präsident der Handwerkskammer Aurich. In allen diesen Funktionen ging er, späteren Zeugenaussagen in seinem Spruchkammerverfahren zufolge, fanatisch, rücksichtslos und brutal gegen politische Gegner vor.
1938 trat Bohnens aus der Kirche aus. In der Reichspogromnacht am 10. November 1938 war Bohnens maßgeblich mitbeteiligt an der Zerstörung der Synagoge Aurich. Nach dem Ausbruch des Zweiten Weltkrieges wurde Bohnens Mobilmachungsbeauftragter für den Kreis Aurich. In dieser Eigenschaft wurde er mit dem Kriegsverdienstkreuz 2. Klasse ausgezeichnet.
Das Kriegsende erlebte Bohnens in Friedeburg. Ab dem 11. Mai 1945 wurde er im ehemaligen Stalag XI B in Fallingbostel interniert. Später wurde er von der Spruchkammer Benefeld-Bomlitz verurteilt. Er starb 1952.